# Savage Weekend
Savage Weekend és una pel·lícula independent explotació slasher estatunidenca de 1979 dirigida per David Paulsen i protagonitzada per Christopher Allport, David Gale, William Sanderson i Caitlin O'Heaney. La pel·lícula segueix una dona que es retira al nord de l'estat de Nova York amb el seu xicot ric, la seva germana i un amic, només per ser perseguida per un assassí amb una màscara desfigurada.
Filmada el 1976 amb el títol provisional The Upstate Murders, i inicialment comercialitzada com The Killer Behind the Mask, la pel·lícula va ser adquirida pel Cannon Group i es va estrenar als cinemes a Amèrica del Nord a mitjans de 1979. S'ha citat com un dels primers prototips de la pel·lícula slasher, anterior tant a Halloween  (1978) i Divendres 13 (1980).

## Argument
Marie Pettis s'ha divorciat recentment del seu marit polític anomenat Greg, que havia estat involucrat en un escàndol polític a Nova York. Per descomprimir-se, marxa d'un viatge de cap de setmana al nord de l'estat de Nova York amb el seu nou xicot Robert, la seva germana Shirley i el seu amic obertament gai Nicky. Arriben al camp a última hora del vespre i s'aturen en un poble petit. En Robert, la Marie i la Shirley van a buscar queviures en un mercat, on la Shirley troba una màscara facial sinistra que decideix comprar com a broma. Mentrestant, Nicky va al bar de l'altre costat del carrer a prendre una copa, i és assetjat per dos homes homofòbics que l'apallissen.
Arriben a la masia remota que Robert ha comprat recentment a Otis, un home local el pare del qual ha mort, i a qui Robert ha contractat per construir una gran goleta, un projecte que s'allotja en un graner de la propietat. Jay Alsop, enginyer i amic de Robert, arriba per supervisar el progrés del vaixell. Un llenyataire que proporciona la fusta per al vaixell, Mac Macauley, explica a Marie d'un rumor local sobre una dona jove que va ser agredida per l'Otis desquitjat, i insinua que podria haver estat el responsable d'un assassinat.
Jay ràpidament desenvolupa un interès sexual per Shirley. Mentrestant, Marie es veu atreta per Mac. L'endemà a la tarda, en Jay baixa al graner per comprovar el progrés d'Otis al vaixell; allà, és estrangulat per un assassí que es posa la màscara que Shirley va comprar el dia abans, el seu cos penjava de les bigues per semblar un suïcidi. Aquella nit, la resta del grup es disfressa per a un sopar formal a casa. Després de sopar, la Marie i el Robert van a passejar per la propietat i descobreixen el cos de Jay penjat al graner. Horroritzats, tornen corrents a casa.
Mentrestant, una Shirley ebria posa un disc de tango i fa un striptease per a Nicky. Els dos ballen junts al segon pis de la casa i, en broma, s'apliquen maquillatge a la cara. L'assassí ataca en Nicky al pis de dalt, apunyalant-lo pel cap amb una gran agulla de cosir. La Shirley és perseguida al soterrani, on l'assassí la lliga a una serra de taula i intenta matar-la amb ella, però no pot aconseguir energia a l'eina. Robert i Marie arriben a la casa i s'enfronten a l'assassí. Robert descobreix el cos de Nicky a dalt i és llançat a la seva mort per la finestra del segon pis. L'assassí torna llavors a la planta baixa, on es revela que és Greg. Li diu a Marie que planeja portar-la al llac i cometre un assassinat-suïcidi.
L'endemà al matí, Mac arriba a la casa i la troba buida. Mentre va a investigar el soterrani, encén un interruptor de llum que activa la serra de taula, matant sense voler la Shirley, que ha estat lligada a la taula tota la nit. Mac fuig de la casa, on es troba amb Greg que intenta portar Marie al llac per matar-la. Greg i Mac comencen a lluitar i s'enfronten a terra. Otis arriba a l'escena i mata Greg amb una motoserra.

## Repartiment
- Christopher Allport - Nicky
- James Doerr - Robert Fathwood
- David Gale - Mac Macauley
- Devin Goldenberg - Jay Alsop
- Marilyn Hamlin - Marie Sales Pettis
- Caitlin O'Heaney - Shirley Sales
- Jeffrey Pomerantz - Greg Pettis
- William Sanderson - Otis
- Yancy Butler - Noieta
- Adam Hirsch - Jeremy Pettis
- Don Plumley - Pool Player
- Ben Simon - Llenyataire
- Geraldine Chapin - Dona al bar
- Rae Chapin - Llenyataire
- Claude Dickison - Cambrera
- Robert T. Henderson- Cambrer

## Producció

### Guión
Savage Weekend va ser escrit i dirigit per David Paulsen, en el seu debut com a director. El projecte es va originar després que un inversor que havia acceptat finançar una pel·lícula diferent per a Paulsen es retractés del la majoria dels diners que havia promès, en lloc de destinar 20.000 dòlars. Amb un pressupost tan petit al cap, Paulsen va escriure un guió original per a una pel·lícula de terror que es podria fer amb pocs recursos. El guió es va completar mentre Paulsen s'allotjava a East Hampton (Nova York) durant un període de dues setmanes. Paulsen va declarar que va crear el guió al voltant d'una varietat de seqüències d'assassinats estranyes i extravagants.

### Filmació
Savage Weekend es va rodar a la Vall del riu Hudson en un lloc remot d'un llac durant un període d'unes tres setmanes. A més dels 20.000 dòlars inicials invertits en el projecte, Paulsen va poder acumular 38.000 dòlars addicionals, la qual cosa va donar com a resultat un pressupost final de 58.000 dòlars. Paulsen va descriure el rodatge com a "infernal", i el rodatge de seqüències exteriors sovint es veia impedit pels núvols, que afectaven la il·luminació exterior.
L'actriu Caitlin O'Heaney, aleshores recent graduada a la Juilliard, havia estat actriu de teatre a Nova York, i recentment havia actuat al Broadway amb Katharine Hepburn en el moment del càsting. O'Heaney va fer una audició per al paper a proposta del seu agent, i va afirmar que va assumir el paper per establir-se dins del Screen Actors Guild. Va descriure el rodatge com "de baix pressupost, però molt professional" i va citar l'experiència com a essencial per informar la seva interpretació cinematogràfica.

## Estrena
Savage Weekend es va projectar fora de competició al Festival Internacional de Cinema de Canes de 1978 com a part del Marché du Film. Segons Paulsen, el laboratori fotogràfic no havia aconseguit replantejar la relació d'aspecte, i es va "horroritzar" en veure que els micròfons de boom eren visibles al tall. Durant la projecció de Canes, Paulsen i la seva dona van cobrir manualment les vores superior i inferior del marc amb cinta per aconseguir la relació d'aspecte prevista per a la projecció.
La pel·lícula va ser recollida per a l'estrena per The Cannon Group, que la va estrenar regionalment començant a Nova York l'agost de 1979, com The Killer Behind The Mask. El 14 de novembre de 1980, el títol havia canviat a Savage Weekend a diverses ciutats nord-americanes, com ara Detroit i Windsor. La pel·lícula es va expandir a Filadèlfia el 28 de novembre. Tot i que Paulsen va declarar que l'estudi li havia assegurat que la relació d'aspecte seria arreglada per la seva estrena cinematogràfica, l'estudi no va poder corregir-lo, cosa que va fer que els micròfons de boom quedin visibles al marc.

### Resposta crítica
TV Guide la va anomenar "Una pel·lícula d'explotació veritablement reprovable... De baix pressupost i rodada en colors granulats, la pel·lícula és pornografia límit i els efectes de gore són extremadament horripilants." Candice Russell, escriptora de cinema i teatre per a Fort Lauderdale News va descriure la pel·lícula com "estrictament per a bojos" i que "s'han de donar bosses de vomitar amb el preu de l'entrada".
Ed Blank, escrivin per The Pittsburgh Press, va criticar la pel·lícula com a "incoherent, analfabeta i inepta", i també la va criticar per ser "sexista a l'extrem", amb personatges femenins que "no serveixen per a cap altre propòsit". a part d'aparèixer en diverses etapes de despullar-se i recolzar-se contra parets i arbres perquè puguin ser assassinades o lligades." El crític de Philadelphia Daily News Joe Baltake va criticar la interpretació de Nicky, el personatge gai a la pel·lícula, escrivint: "És el personatge de pel·lícula més brut de la memòria recent, prou per establir l'activisme pels drets dels homosexuals enrere diverses dècades... Encara no tinc clar si [el director] Paulsen volia fer una pel·lícula porno soft, una pel·lícula de terror o una combinació d'ambdues. No és clar perquè ell ha fallat en les tres."
Malgrat això, la pel·lícula ha aconseguit un seguidors de culte.

### Mitjans domèstics
La pel·lícula va ser estrenada en VHS als anys 80 per diverses companyies, inclosa Paragon Video Productions. La pel·lícula està disponible en DVD a través de diverses companyies, però la legalitat d'aquests llançaments en termes de llicència adequada està en dubte. A partir de 2009, la pel·lícula estava al domini públic. A causa del seu estat de domini públic, diverses empreses independents van llançar la pel·lícula en DVD, sovint en impressions de baixa qualitat procedents de transferències de vídeo.
El juliol de 2015, es va anunciar que la pel·lícula s'estrenava en Blu-ray mitjançant llicència conjunta de Kino Lorber i 20th Century Fox, amb una transferència en HD del material original original. Es va estrenar el 29 de setembre de 2015 i inclou una impressió restaurada de la pel·lícula a partir del material original.